# 韩安国
韓安國（？—前127年），字長孺。西漢大臣，官至御史大夫。曾为梁孝王幕僚，并且是梁孝王身边得力谋士。后来深得汉景帝的信任，化解了汉廷中央和梁孝王的关系，汉武帝时，提倡和亲匈奴，西汉北部边疆多年无战事。元朔二年（公元前127年），因病去世。

## 生平
韩安国是梁成安人，遷居睢陽。韓安國幼学《韓非子》，仕于梁孝王劉武。吴楚七国之乱时（前154年），韓安國为梁将，阻击吴军。其後，梁王劉武自己任命国大臣，出入建天子旌旗。兄长汉景帝很不高興。韓安国以梁国使者的身份会见大長公主（景帝的姐姐刘嫖），表明劉武之心、大長公主通过窦太后劝说景帝。韓安國在漢朝朝廷有了大名。
後来韓安国触梁法而下獄。獄吏田甲侮辱韓安国，韓安国说“你不知道死灰复燃吗？”獄吏田甲说：“我用小便就能浇灭。”后来韓安国被汉使者任命为梁国内史。韓安国对赤身来谢罪的田甲说：“现在可以用尿浇了”，但还是厚待田甲。
梁王想成为皇储，公孫詭、羊勝阴謀暗殺反对此事的大臣袁盎。景帝知道后，遣使者到梁国逮捕公孫詭、羊勝。梁王将公孫詭、羊勝藏匿，韓安国劝说梁王命公孫詭、羊勝自殺。梁国免罪、景帝、皇太后都开始重视韓安国。
梁王劉武死后，子共王即位，韓安国触法丢官。漢景帝死后，漢武帝即位，武安侯田蚡为太尉。韓安国向田蚡贈金500斤，被任命北地都尉，建元三年（前138年）改任大農令。
建元六年（前135年），閩越、南越国相攻，漢武帝派遣韓安国和大行王恢招抚，还没抵达，越人便殺越王而降。同年，田蚡出任丞相，韓安國出任御史大夫。

### 马邑之谋
在与匈奴和親的问题上，武帝命大臣議論。燕人大行王恢主張攻擊匈奴，韓安国主張和親，大臣多数支持韓安国。武帝于是同意和親。翌年，馬邑人聶壹通过大行王恢，向武帝建议誘擊匈奴。武帝同意王恢的意見。卫尉李广为骁骑将军，太仆公孙贺为轻车将军，大行王恢为将屯将军，太中大夫李息为材官将军，御史大夫韩安国为护军将军，诸将皆属护军。匈奴策察知阴谋，没有上当，王恢被問責，当死罪，王恢只好自殺。
韓安国擅长适应時宜，贪财嗜利。但他所推举皆廉士，都比他贤明。武帝评价他有宰相之器，元光四年（前131年），丞相田蚡死后，韓安國代行丞相。韓安國因坠車伤足，武帝改命平棘侯薛泽为丞相，韓安國的御史大夫解任。数月後，韓安國康复，改任中尉。元光六年（前129年），改任衛尉。
之后，衛青与匈奴激战，韓安國任材官将軍駐屯漁陽。韓安國捕虜匈奴人，得到匈奴遠去的情報。上疏停止军屯，专心耕田。匈奴却在一个月後大举入侵。武帝大怒，韓安國改駐屯右北平。数月后，元朔二年（前127年），失意嘔血病死。

## 有关成语
- 死灰复燃：韓安国犯法下獄。梁国蒙县獄吏田甲羞辱韓安国，韓安国说：“死灰难道不能复燃吗？”田甲说：“复燃我就用小便浇灭。”不久，梁国内史缺员，汉朝廷派使者任命韓安国为梁国内史，从囚犯提升为二千石。田甲逃走了。韩安国说：“田甲不返回岗位，我就灭他全家。”田甲光着后背来谢罪。韩安国笑道：“现在可以尿了，公等值得我报复吗？”还是善待田甲。

## 后世纪念
汝州市把以梁丰北路更名为安国路，来纪念韩安国本人。

## 延伸阅读
[在维基数据编辑]
 《史記/卷108》，出自司馬遷《史記》
 《漢書·卷052》，出自班固《漢書》